# NGC 229
NGC 229 es una galaxia espiral localizada en la constelación de Andrómeda.